# Starting point
「Starting point」（スターティング・ポイント）は2012年12月5日に発売された崎谷健次郎の通算23枚目のマキシシングル。
「Fine after rain〜雨のち晴れ〜」（ファイン・アフター・レイン〜あめのちはれ〜）、「Colours of life」（カラーズ・オブ・ライフ）をカップリング曲に収録している。

## 解説
- プロデュースは、崎谷健次郎。
- 歌手デビュー25周年記念シングル[2]。
- 3曲収録されたシングルとしては、「Love is... beautiful」（MOONLIGHTING RECORDS）以来、通算3枚目。マキシシングルとしては、2枚目である。
- キャッチフレーズは、「僕たちは間違っちゃいないさ、今欲しいのは本物のメロディー」[3]。
- ミキシング・エンジニアは小杉麻樹。マスタリング・エンジニアは原田光晴である。
- CDジャケットは、カラー8頁仕様。表紙は、ダークグリーンを背景に、左側に木製椅子前に正面を向いた崎谷が、褐色系のパンツとベスト姿で、左手をポケットに手を入れ、右手に緑色の帽子を掴んで起立している。その右側には、果物と液体の入った壜を並べた木製小卓を配し、静物画のような構図となっている。ヘア・スタイリストは、千田拓児。メイクアップおよびフォトグラフは、河内正澄。デザイナーは、神戸菜美子である。また、パークホテル東京で開催された絵画展「ART colours」とのタイアップを契機に、出品した画家の水口和紀の作品「はす」が挿入されている[4]。
- 2012年8月、翌月にかけて制作する。
- 全曲のコンピュータープログラミング、ストリングスアレンジ、ピアノ、キーボード、ボーカル、コーラスは、崎谷健次郎。

1. Starting point
  - TBSテレビ系情報番組「噂の!東京マガジン」2013年10 - 12月度エンディングソング。
  - 2012年12月5日に、東京タワー大展望台で開催された"Club333 Wednesday Live〜Kenjiro Sakiya ~25th Anniversary~ Single Release Live〜"で、初披露された。
  - バイオリン：須磨和声。
2. Fine after rain〜雨のち晴れ〜
  - 日本テレビ系報道番組「NNNストレイトニュース」2012年10 - 11月度ウェザーテーマ。実際には、12月2日まで放映された。
  - 番組放映に合わせ、CDより先行してデジタル配信された（2012年10月24日発売、 UNIVERSAL MUSIC UE1AS-00162）。
  - 内省的な詞ながら、軽快なポップ・チューンである[5]。
  - エレクトリック・ギター：福原将宜、バイオリン：須磨和声。
3. Colours of life
  - パークホテル東京「ART colours」イメージソング。「四季を通じて日本の美意識を追求する試みART coloursのテーマとリンクする歌詞と、壮大で包み込むような美しい旋律をお聴きください。」[6]と説明している。
  - 2012年11月1日から12月31日までの12時と18時に、パークホテル東京25Ｆで開催される絵画展「ART colours」で流されている。
  - 和風の旋律で始まり、凝った転調を忍ばせている[5]。
  - バイオリン：須磨和声。

## 収録曲
1. Starting point
作詞：松井五郎、作曲 / 編曲：崎谷健次郎
2. Fine after rain〜雨のち晴れ〜
作詞：Kenn Kato、作曲 / 編曲：崎谷健次郎
3. Colours of life
作詞 / 作曲 / 編曲：崎谷健次郎
4. Starting point(instrumental)
作曲 / 編曲：崎谷健次郎